# زن داداش (فیلم ۱۹۵۷)
زن داداش (به هندی: Bhabhi) فیلمی هندی محصول سال ۱۹۵۷ و به کارگردانی کریشنان-پانجو است. در این فیلم بازیگرانی همچون بالراج ساهنی، پانداری بای، ناندا، اوم پراکاش، دورگا کوته، دیزی ایرانی، شیاما و آقا ایفای نقش کرده‌اند.